# Polisorgan
Polisorgan är den eller de myndigheter som ansvarar för polisväsendet i ett land eller i en överstatlig organisation. En äldre benämning för nationella polisorgan var poliskår.

## Finland
I Finland utgörs polisorganen av polisstyrelsen, 24 polisinrättningar samt rörliga polisen, centralkriminalpolisen och skyddspolisen. Därtill kommer Ålands polismyndighet.

## Internationella polisorgan
Till de internationella polisorganen hör Europol, den Europeiska polisbyrån, vilken samordnar kriminalunderrättelseverksamheten inom den Europeiska unionen. Dit hör även den internationella kriminalpolisorganisationen International Criminal Police Organization (ICPO) eller Interpol.

## Sverige
Med polisorgan menas i Sverige dels polismyndigheterna, dels rikspolisstyrelsen.